# John O'Neill (1er vicomte O'Neill)
John O'Neill (16 janvier 1740-18 juin 1798) est un homme politique irlandais.

## Biographie
Il est le fils de Charles O'Neill (décédé en 1769), député de Randalstown, et de Catherine Brodrick, fille de St John Brodrick, de Midleton, comté de Cork.
Il est élu à la Chambre des communes irlandaise pour Randalstown en 1760, un siège qu'il occupe jusqu'en 1783, puis représente le comté d'Antrim entre 1783 et 1793. Il est admis au Conseil privé d'Irlande en 1781 et élevé à la Pairie d'Irlande en tant que baron O'Neill, du château de Shane dans le comté d'Antrim, en 1793. En 1795, il est nommé vicomte O'Neill, du château de Shane dans le comté d'Antrim, dans la pairie irlandaise.
Lord O'Neill épouse Henrietta Boyle, fille de Charles Boyle, vicomte Dungarvan, en 1777. Il est tué à la bataille d'Antrim pendant la rébellion irlandaise de 1798 à l'âge de 58 ans et est remplacé dans la vicomté par son fils Charles O'Neill, qui est créé comte O'Neill en 1800.